# Bommeria hispida
Bommeria hispida là một loài thực vật có mạch trong họ Adiantaceae. Loài này được (Mett. ex Kuhn) Underw. miêu tả khoa học đầu tiên năm 1902.